# Travis Leslie
Travis Demetrius Leslie (Decatur, 29 marzo 1990) è un cestista statunitense.

## Carriera
È stato selezionato dai Los Angeles Clippers al secondo giro del Draft NBA 2011 (47ª scelta assoluta).

## Palmarès

### Squadra
- Lega Baltica: 1

Šiauliai: 2013-14

### Individuale
- All-NBDL Second Team (2013)
- MVP All Star Game NBDL (2013)
- MVP Lega Baltica: 1

Šiauliai: 2013-14